# Charo Urbano
María del Rosario Urbano Sánchez (Sevilla, 30 de noviembre de 1971) es una actriz, autora y directora de teatro española. Charo Urbano, más conocida como Txarini Urbano, cuenta con más de 25 años en el mundo del espectáculo y medios audiovisuales. Se hizo famosa a partir de sus interpretaciones en el mundo del espectáculo concretamente en salas de teatros, y con vídeos cotidianos que publica en las redes sociales desde 2016  generando miles de reproducciones en cada una de sus publicaciones.

## Biografía
Nació en Sevilla, en el histórico barrio de Triana donde vivió toda su infancia y adolescencia rodeada de arte y humor, según ha comentado en ocasiones.
Cursó estudios de interpretación, doblaje, canto y danza, también realizó estudios de producción, realización de televisión y, estudios sobre el actor y la cámara con grandes profesionales del sector como pueden ser Mari Paz Sayago, Gregor Acuña, Paco Tous, Julio Fraga, y Benito Zambrano entre otros. 
Fue Trianera del Año en la Velá de Santiago y Santa Ana en 2019
Tras más de 25 años en contacto con el mundo del espectáculo la artista cuenta con el cariño del público realizando obras con gran éxito. En 2020 crea su propia compañía de teatro y estrena su primera obra de teatro en solitario llamada "Esto NO es lo que era..." dirigida por Mané Solano en plena pandemia del COVID-19.
En 2022, debuta con su segunda producción "Libertá", siendo galardonada como Mejor Espectáculo y Mejor Dramaturgia Original en los I Premios Zentradas de las Artes Escénicas de Andalucía y Mejor Espectáculo de Medio Formato en los X Premios Lorca de la Academia de las Artes Escénicas de Andalucía.
En 2024 estrena "Al Relente", una comedia que refleja la idiosincrasia de la ciudad de Sevilla desde el punto de vista del emblema sevillano, el Giraldillo, obteniendo una nominación a Mejor Intérprete en los II Premios Zentradas de las Artes Escénicas de Andalucía.
Actualmente, la compañía teatral trabaja en una nueva producción, "Entre Columnas", interpretando al héroe y distintivo andaluz, Hércules.
Además, en los medios audiovisuales Charo Urbano ha participado en series cómo: La que se avecina, Grasa, En fin o Cuéntame como pasó, entre otras.

## Filmografía
| CORTOMETRAJES | CORTOMETRAJES          | CORTOMETRAJES              |
| ------------- | ---------------------- | -------------------------- |
| Año           | Título                 | Personaje                  |
| 1999          | Contigo                | Humorista y, monologuista. |
| 1999          | Toneladas de Chocolate | Humorista y, monologuista. |
| 2009          | Canto del Kuco         | Madre.                     |

| LARGOMETRAJES | LARGOMETRAJES      | LARGOMETRAJES  |
| ------------- | ------------------ | -------------- |
| Año           | Título             | Personaje      |
| 2010          | ¡Primaria!         | Madre de Niño. |
| 2020          | Mi Gran Despedida. | Candelaria.    |

## Televisión
| PROGRAMAS | PROGRAMAS         | PROGRAMAS | PROGRAMAS                                |
| --------- | ----------------- | --------- | ---------------------------------------- |
| Año       | Título            | Cadena    | Función                                  |
| 2017      | Gente Maravillosa | RTVA      | Colaboradora, humorista y, monologuista. |

| SERIES | SERIES             | SERIES                   | SERIES    | SERIES   | SERIES         |
| ------ | ------------------ | ------------------------ | --------- | -------- | -------------- |
| Año    | Título             | Cadena                   | Temporada | Capitulo | Personaje      |
| 2019   | Cuéntame cómo pasó | RTVE                     | 20        | 355      | Pasajera Tren. |
| 2020   | Grasa              | RTVE                     | 1         | 1        | Vecina.        |
| 2020   | La Que Se Avecina  | Amazon Prime & Telecinco | 12        | 2        | Elvira.        |
| 2021   | La Templanza       | Amazon Prime             | 1         | 7        | Señora.        |
| 2021   | Grasa              | RTVE                     | 2         | 3        | Charo.         |
| 2021   | Grasa              | RTVE                     | 2         | 4        | Charo.         |
| 2021   | Grasa              | RTVE                     | 2         | 7        | Charo.         |
| 2021   | Grasa              | RTVE                     | 2         | 8        | Charo.         |
| 2023   | La Chica Invisible | Disney+                  | 1         | 2        | Candelaria.    |
| 2024   | En Fin             | Amazon Prime             | 1         | 1        | Melania.       |

## Teatro
| TEATRO            | TEATRO                                             | TEATRO                                             | TEATRO                                    |
| ----------------- | -------------------------------------------------- | -------------------------------------------------- | ----------------------------------------- |
| Año               | Obra                                               | Compañía                                           | Función                                   |
| 2001              | Tres sombreros de copa                             | Cía. La Luciérnaga                                 | Actriz.                                   |
| 2004 - 2020       | Estrella Sublime                                   | Cía. Bastarda Española                             | Actriz.                                   |
| 2006              | Historia de Mujeres sin Historia                   | Ayuntamiento de Sevilla y Junta de Andalucía       | Dirección y dramaturgia.                  |
| 2006              | Las Tres Mil Viviendas                             | Teatro Infantil Colegio Andalucía                  | Dirección.                                |
| 2008              | Teatro para mujeres recluidas en prisión Sevilla 2 | Teatro para mujeres recluidas en prisión Sevilla 2 | Dirección.                                |
| 2009              | El Enemigo del Pueblo                              | Centro Nacional de Teatro                          | Actriz.                                   |
| 2010              | La Mirada                                          | Centro de Estudios Escénicos de Andalucía          | Dirección y dramaturgia.                  |
| 2011-2019         | La Comitiva                                        | Cía. Barruntera Teatro                             | Dirección y dramaturgia.                  |
| 2017-2019         | 12 Escenas                                         | Cía. Arte Infusa                                   | Actriz.                                   |
| 2017-2019         | Terapia de Shocke                                  | Cía. Arte Infusa                                   | Dirección, dramaturgia y actriz           |
| 2017-2020         | En Sevilla Hay Que Morí                            | Cía. La PavaTeatro                                 | Dirección y actriz.                       |
| 2018-2019         | Flamenco fusión con el grupo 'Trafalgando'         | Flamenco fusión con el grupo 'Trafalgando'         | Cantante.                                 |
| 2020 - Actualidad | Esto NO es lo que era...                           | Cía. Charo Urbano                                  | Actriz, atrezzo y producción.             |
| 2021-2021         | Humor & Roll                                       | Cía. Charo Urbano                                  | Cantante y humorista.                     |
| 2022-2022         | Sombra y Raya                                      | Cía. Charo Urbano                                  | Cantante y actriz.                        |
| 2022 - Actualidad | Libertá                                            | Cía. Charo Urbano                                  | Actriz, dramaturgia y escenografía.       |
| 2024 - Actualidad | Al Relente                                         | Cía. Charo Urbano                                  | Actriz, dramaturgia, atrezo y producción. |

## Redes sociales
Txarini Urbano, desde 2016 publica vídeos de humor en sus redes sociales sobre la vida cotidiana para entretener al espectador. Además de publicar vídeos sobre la actualidad, ha publicado vídeos de cocina con toques de humor, llamando a esta sección "Cómetelo Tó".
Durante el confinamiento debido al COVID-19, llegó a publicar un vídeo diario para animar al público en los duros momentos de la cuarentena.
También publica sus apariciones en películas, series, programas de televisión o radio. Su canal de YouTube posee más de 1.000.000 de visualizaciones.
Se viralizó en redes por el vídeo ‘La Cafetera’ subido en 2016, y realizó entrevistas en periódicos, aunque mediante el vídeo ‘Cruzcampo o muerte’ consiguió visibilidad en televisión.
Uno de sus vídeos estrellas, donde se popularizó teniendo mayor éxito entre el público, es el vídeo del ‘Primer día de colegio donde consiguió miles de visualizaciones. Txarini ha realizado entrevistas en programas de radios para Cadena Ser, La Cope u Onda Cero y, en programas de televisión como puede ser Liarla Pardo de La Sexta o Late Motiv de Movistar #0, entre otros.

## Premios

### Velá de Santiago y Santa Ana - Triana[30]
| Año  | Categoría        | Resultado |
| ---- | ---------------- | --------- |
| 2019 | Trianera del Año | Ganadora  |

### Premios Escenarios de Sevilla[31][32]
| Año  | Categoría          | Obra                    | Compañía          | Resultado |
| ---- | ------------------ | ----------------------- | ----------------- | --------- |
| 2018 | Premio Revelación  | En Sevilla Hay Que Morí | LaPava Teatro     | Ganadora  |
| 2023 | Mejor Actriz       | Libertá                 | Cía. Charo Urbano | Nominada  |
| 2023 | Mejor Dirección    | Libertá                 | Cía. Charo Urbano | Nominada  |
| 2023 | Mejor Escenografía | Libertá                 | Cía. Charo Urbano | Nominada  |

### Premios Lorca de las Artes Escénicas de Andalucía[10]
| Año  | Categoría                                  | Obra    | Compañía         | Resultado |
| ---- | ------------------------------------------ | ------- | ---------------- | --------- |
| 2024 | Mejor Espectáculo de Pequeño/Medio Formato | Libertá | Cía Charo Urbano | Ganadora  |
| 2024 | Mejor Autoría Teatral                      | Libertá | Cía Charo Urbano | Nominada  |
| 2024 | Mejor Intérprete Femenina                  | Libertá | Cía Charo Urbano | Nominada  |
| 2024 | Mejor Escenografía                         | Libertá | Cía Charo Urbano | Nominada  |

### Premios Zentradas de las Artes Escénicas de Andalucía[9]
| Año  | Categoría                  | Obra       | Compañía          | Resultado |
| ---- | -------------------------- | ---------- | ----------------- | --------- |
| 2024 | Mejor Espectáculo          | Libertá    | Cía. Charo Urbano | Ganadora  |
| 2024 | Mejor Dramaturgia Original | Libertá    | Cía. Charo Urbano | Ganadora  |
| 2024 | Mejor Interpretación       | Libertá    | Cía. Charo Urbano | Nominada  |
| 2024 | Mejor Dirección            | Libertá    | Cía. Charo Urbano | Nominada  |
| 2025 | Mejor Interpretación       | Al Relente | Cía. Charo Urbano | Nominada  |